# طرونجة

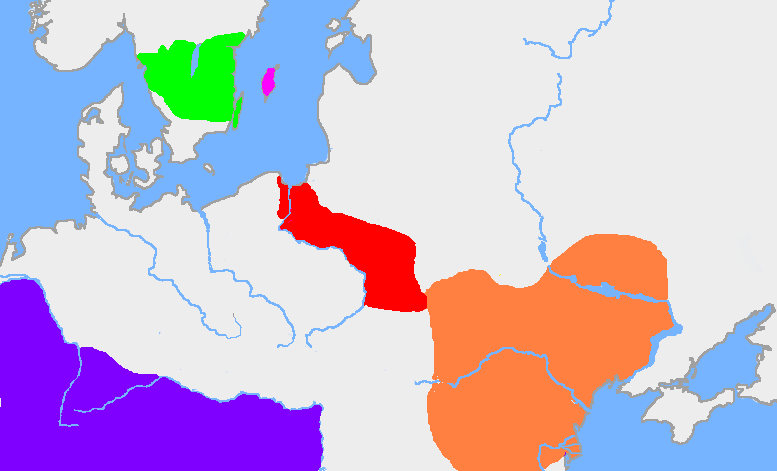
قوطة
غوتلاند
حضارة الولبركة في أوائل القرن الثالث للميلاد
حضارة الصرنخاوة في أوائل القرن الرابع للميلاد
الإمبراطورية الرومانية

شعب الطِروَنجة (بالألمانية: Terwingen) هم أحد الشعوب القوطية التي سكنت سهول الدانوب غرب نهر الدِنِستير في القرنين الثالث والرابع للميلاد. كانوا على تواصل مع الغرطنجة، شعب قوطيّ من شرق الدنستير، كما مع الإمبراطورية الرومانية في عهدها الأخير وعُرفت حينها باسم الإمبراطورية البيزنطية.

## التسمية
يُرَّجح أن معنى الاسم «طرونجة» في لغته الأصلية هو «شعب الغابة», فتُشير الأدلة أنه شاع استعمال الدلالات الجغرافية للتمييز بين الشعوب التي سكنت شمال البحر الأسود قبل الاستيطان القوطي وبعده، وأنَّ الطرونجيّون حملوا أحيانا أسماءا تتعلق بالغابات. كما يرجح أن الاسم طرونجة هو من أصل إسكندناوي.

## تاريخ
إنَ أول ظهور للطرونجة كشعب منفرد كان في سنة 268م حين غزوا الإمبراطورية الرومانية. اجتاحت هذه الغزوات مقاطعتي بانونيا وإيليريا الرومانيتين وشكلت تهديدا على مقاطعة إيطاليا أيضا. لكن، في صيف ذلك العام، هُزم الطرونجة في معركة جرت قرب الحدود الإيطالية السلووانية وبعدها في أيلول ذات السنة في معركة نَيسوس. على مدار السنوات الثلاث التالية، دُحر الطرونجة إلى شرق نهر الدانوب في سلسلة من الحملات العسكرية التي قام بها كلاوديوس الثاني الملقب بقاهر القوط، وأوريليان من بعده.